# Лаймбах (Аргау)
Лаймбах (нем. Leimbach AG) — коммуна в Швейцарии, в кантоне Аргау.
Входит в состав округа Кульм. Население составляет 434 человека (на 31 декабря 2007 года). Официальный код — 4137.